# گنجه‌لی، سالیان
گنجه‌لی، سالیان (به ترکی آذربایجانی: Gəncəli) یک منطقهٔ مسکونی در جمهوری آذربایجان است که در شهرستان سالیان واقع شده‌است.